# Tyler Robertson
Tyler James Robertson (Melbourne, 25 luglio 2000) è un cestista australiano.

## Carriera

### Nazionale
Nel 2019 ha partecipato, con la nazionale Under-19 australiana, al Mondiale di categoria, disputato in Grecia.